# Laie de Crommyon
Dans la mythologie grecque, la truie ou laie de Crommyon (en grec ancien Ὑς Κρομμυων / Hus Krommuôn) est une créature fantastique, fille de Typhon et Échidna selon Apollodore, et mère du sanglier de Calydon selon Strabon. Hygin fait de l'animal plutôt un sanglier, mais il est le seul dans ce cas.
Sauvage et féroce, elle est décrite comme une « tueuse d'hommes » d'après un dithyrambe de Bacchylide, et terrorise les habitants de Crommyon (en) en Corinthie, où elle vit. Elle est cependant terrassée par Thésée lors de sa traversée du golfe Saronique.

## Démythification

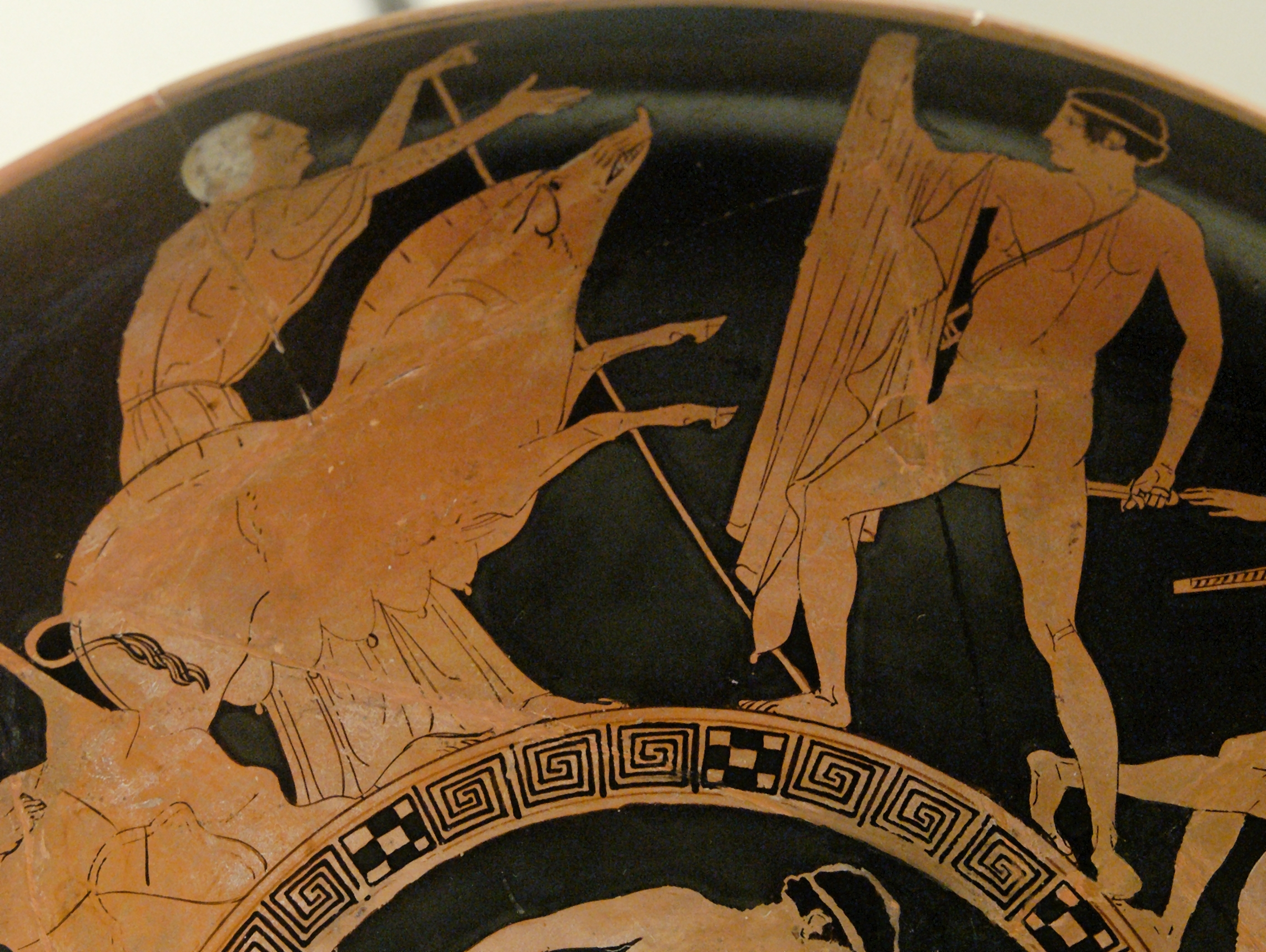
Thésée combattant la laie de Crommyon (une femme est présente à ses côtés), détail d'un kylix attique à figures rouges, -440--430, British Museum (Vase E 84).

Elle est parfois appelée Phaïa, du nom de la femme qui la nourrissait. Plutarque livre cette interprétation tardive du mythe : 

« On a dit aussi que cette Phaïa était une femme prostituée, qui vivait de brigandages, et habitait à Crommyon ; qu'on lui avait donné le nom de laie à cause de ses mœurs et du genre de vie qu'elle menait, et que Thésée la fit mourir. »

## Évocation artistique
Sur les céramiques la représentant, la laie de Crommyon est systématiquement opposée à Thésée, et souvent accompagnée d'une vieille femme.

## Sources
- Pseudo-Apollodore, Épitome [détail des éditions] [lire en ligne] (I, 1).
- Bacchylide (Dith. IV, 23-24 Irigoin = Carmen 18 Snell-Maehler).
- Diodore de Sicile, Bibliothèque historique [détail des éditions] [lire en ligne] (IV, 59, 4).
- Hygin, Fables [détail des éditions] [(la) lire en ligne] (XXXVIII).
- Ovide, Métamorphoses [détail des éditions] [lire en ligne] (VII, 433 et suiv.).
- Pausanias, Description de la Grèce [détail des éditions] [lire en ligne] (II, 1, 3).
- Plutarque, Vies parallèles [détail des éditions] [lire en ligne] (Thésée, IX).
- Strabon, Géographie [détail des éditions] [lire en ligne] (VIII, 6, 22).